# Eus Roovers
Eus Roovers (Oosterhout, 1968) is een Nederlandse kunstenaar en voormalig kinderboekenschrijver en columnist.

## Biografie
Roovers werkte voor Okki, Taptoe, Donald Duck, Sesamstraat (blad en televisie) en het Belgische tijdschrift Zonnekind. Verder schreef hij liedteksten voor twee kindercd’s en meerdere kinderboeken. Zijn voorleesboek Reus en dwerg is bekroond met de Publieksprijs der Brabantse Letteren 2007.
Op zijn website werden met enige regelmaat anekdotes en gedichten gepubliceerd en er verschenen columns in BN/De Stem-editie Oosterhout. Vanaf mei was Roovers columnist voor het magazine Kinderen.
Roovers was een van de 'Stemmingmakers' bij weekblad Revu. Sinds het seizoen 2008-2009 was hij clubreporter van Feyenoord voor Ad.nl en Sportwereld.nl. Roovers trad op in bibliotheken en scholen. In 2009 werd Roovers benoemd tot eerste 'Stadsdichter van Oosterhout'.
Later is hij zich gaan toeleggen op het maken van tekeningen. Roovers tekent onder andere voor het regionale Weekblad de Bode, het magazine Hand in Hand en lokale nieuwssite Oosterhout.nieuws.nl.